# David O. Selznick
David O. Selznick, (Pittsburgh, Pennsylvania 10. svibnja 1902. – Los Angeles, Kalifornija 22. lipnja 1965.), bio je američki filmski producent.
David O. Selznick je radio za RKO od 1931., za MGM od 1933. a osnovao je Selznick International Pictures 1936. Tijekom dugog perioda bio je jedan od glavnih producent u Hollywoodu. Njegova najveća uspješnica bio je film Zameo ih vjetar 1939. koji je nagrađen s nekoliko Oscara. Primio je nagradu Irving G. Thalberg Memorial Award 1940. godine.
David O. Selznick se ženio dva puta a drugi put s glumicom Jennifer Jones od 1949. pa do dvoje smrti.

## Filmografija (izbor)
- 193.2: The most dangerous Game
- 1933.: King Kong
- 1933.: Dinner At Eight
- 1933.: Nightflight
- 1934.: Manhattan Melodrama
- 1934.: Viva Villa!
- 1935.: David Copperfield
- 1935.: Anna Karenina
- 1935.: A Tale of Two Cities
- 1936.: The Garden of Allah
- 1937.: Zvijezda je rođena
- 1937.: The Prisoner of Zenda
- 1939.: Made for Each Other
- 1939.: Zameo ih vjetar
- 1940.: Rebecca
- 1944.: Since You Went Away
- 1945.: Spellbound
- 1946.: Duel In the Sun
- 1946.: Slučaj Paradine
- 1948.: Portrait of Jenny
- 1949.: Treći čovjek
- 1957.: A Farewell to Arms

## Vanjske poveznice
- David O. Selznick u internetskoj bazi filmova IMDb-u (engl.)